# Sabba da Castiglione
Sabba da Castiglione (Milán, 1480-Faenza, 16 de marzo de 1554) fue un religioso, mecenas, literato y humorista italiano, aparentemente de la Orden de San Juan de Jerusalén, en la que se ordenó en 1550.
Pertenecía a una familia noble y estaba emparentado con Baltasar Castiglione. Cursó diversos estudios en la Universidad de Pavía y vivió en Roma, Rodas y Mantua.

## Obra
- Il lamento pietoso del disgraziato Glonico pastore d'amore e di Delia crudele da lui sommamente amata, 1528.
- Consolatoria, 1529.
- Ricordi, 1554.